# Klosterruine Bärbach

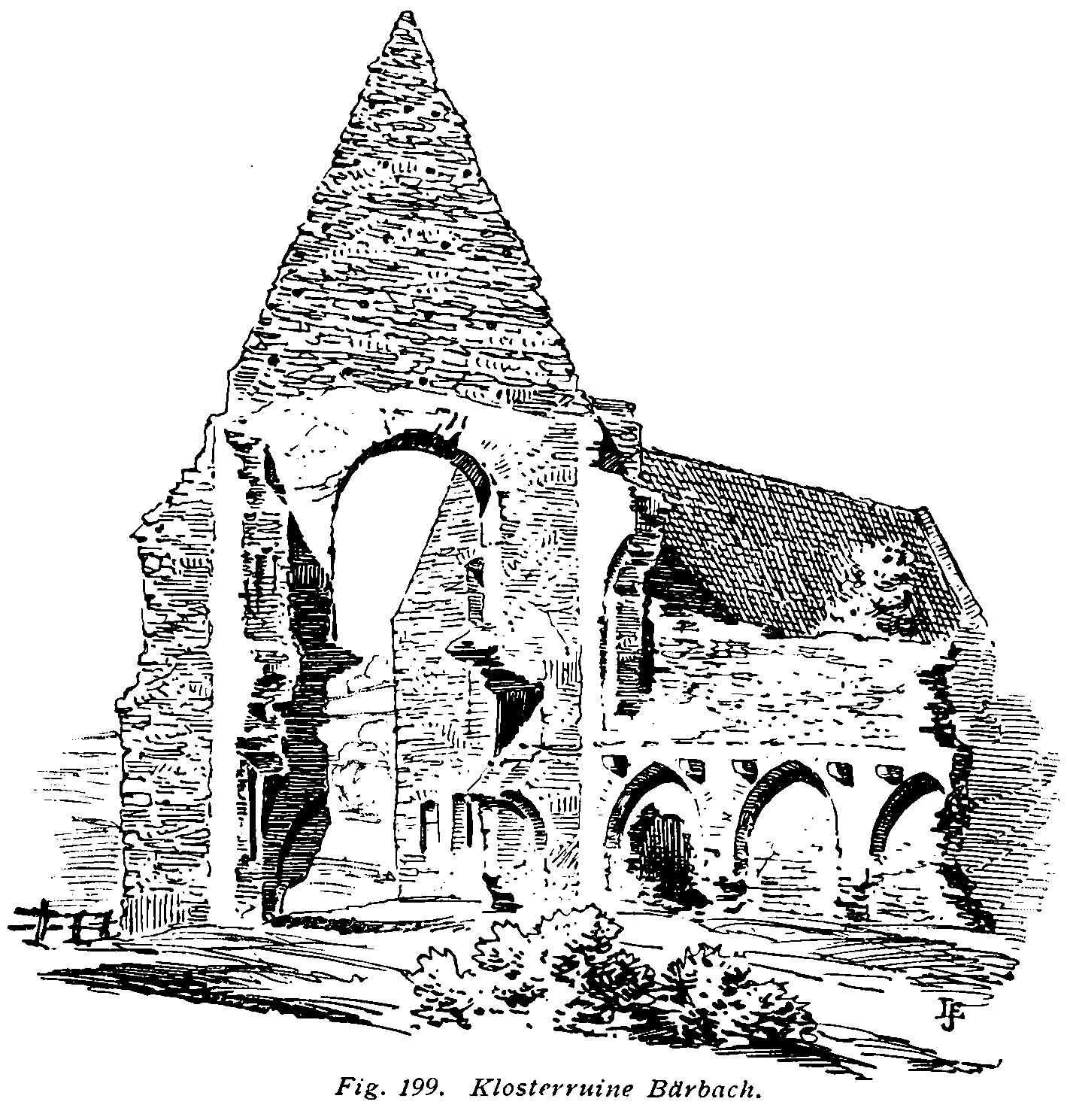
Darstellung der Klosterruine (vor 1907)

Bei der Klosterruine Bärbach handelt es sich um die teilweise überbauten Reste eines Klarissenklosters vom Anfang des 14. Jahrhunderts, gelegen in einem Seitental des Rupbachs auf der Gemarkung der heutigen Ortsgemeinde Schönborn im Rhein-Lahn-Kreis in Rheinland-Pfalz.
Das Kloster wurde erstmals 1339 erwähnt und 1567 aufgehoben, woraufhin die Güter dem Hospital Gronau übereignet wurden. Die Zerstörung der Gebäude erfolgte um 1584. Von der einschiffigen, vierjochigen gotischen Klosterkirche mit schmalerem, quadratisch flach geschlossenem Chor sind nur ein kleiner Teil der Nordwand und Giebel des Schiffs erhalten, außerdem sind einige Mauerreste der Klosterbauten und der Umfassungsmauern sichtbar.
Die Glocke der alten Klosterkirche hängt in der evangelischen Kirche in Wasenbach.